# Xestospongia edapha
Xestospongia edapha är en svampdjursart som först beskrevs av De Laubenfels 1930.  Xestospongia edapha ingår i släktet Xestospongia och familjen Petrosiidae. Inga underarter finns listade i Catalogue of Life.